# D-Tox
A D-Tox 2002-ben bemutatott amerikai filmthriller, melyet Jim Gillespie rendezett. A főbb szerepekben Sylvester Stallone, Tom Berenger, Charles S. Dutton, Polly Walker, Robert Patrick, Stephen Lang, Jeffrey Wright, Courtney B. Vance és Kris Kristofferson látható.
A film már 1999-ben elkészült, de a Universal Pictures úgy döntött, nem jelenteti meg. A DEJ Productions vette meg a jogokat, így 2002-ben mozikba kerülhetett a film, Eye See You címmel. A film bevételi és kritikai szempontból is megbukott.

## Cselekmény
Egy sorozatgyilkos 9 rendőrt ölt meg fél év alatt. Megtörténik a tizedik, az áldozatot megkínzó és megalázó gyilkosság is. A helyszínen nyüzsögnek a rendőrök és a helyszínelők, amikor a kiérkező Malloy FBI-ügynököt (Sylvester Stallone) a telefonhoz kéri egy férfi. Eltorzított hangon közli, hogy éppen Malloy barátnőjére készül lecsapni. Malloy hallja a telefonban a barátnője sikolyait, de képtelen bármit is tenni. Mire kollégái a helyszínre érkeznek, a nő már halott, a gyilkos egy gépi fúróval kifúrta a szemeit, majd felakasztotta a nőt.
Jelentik, hogy látták a férfit valahol, mire a rendőrség nagy erőkkel kivonul (helikopter, mesterlövészek, kommandósok). Malloy észreveszi a férfi sziluettjét, és a nyomába ered, bár az többször rálő. Végül a gyilkos csapdába csalja egy teremben, ahol már felakasztott egy kommandóst, akire Malloy tévedésből rálő, mert azt hiszi, hogy a gyilkost látja.
Malloy nem tud a házban lakni többé, és törzskocsmájában keményen inni kezd. Három hónap telik el így. Felettese felkeresi a kocsmában és odaadja neki a töltött pisztolyát, hogy ha meg akar halni, inkább lője főbe magát. Malloy a plafonba lő. Visszamegy a régi lakásba, ahol a barátnőjével lakott és az üres szobában megpróbálja felvágni a csuklóján az ereket, de életben marad.
Tél van. Főnöke egy világtól elzárt rehabilitációs központba viszi (az épület egy betonkolosszus, ami valamikor bunker volt), amit egy volt rendőr vezet („doki”), aki maga is alkoholizált valamikor, mint a bentlakók valamennyien. Mindenkinek elveszik a fegyverét és egy páncélszekrényben őrzik.
A cselekmény váratlan fordulatot vesz, amikor a páciensek erőszakos halállal kezdenek meghalni. A látszat eleinte öngyilkosságokra utal, de később az idegen elkövető léte nyilvánvalóvá válik, ahogy az a tény is, hogy közülük valaki az. Közös erővel keresni kezdik a tettest, aki eközben tovább szedi áldozatait.

## Szereplők
| Színész              | Szerep                   | Magyar hang         |
| -------------------- | ------------------------ | ------------------- |
| Sylvester Stallone   | Jake Malloy ügynök       | Gesztesi Károly     |
| Charles S. Dutton    | Chuck Hendricks ügynök   | Papp János          |
| Polly Walker         | Jenny Munroe             | Holló Orsolya       |
| Kris Kristofferson   | Dr. John "Doki" Mitchell | Jakab Csaba         |
| Mif                  | Carl Brandon             |                     |
| Christopher Fulford  | Frank Slater             | Fazekas István      |
| Jeffrey Wright       | Jaworski                 | Barabás Kiss Zoltán |
| Tom Berenger         | Hank                     | Sztarenki Pál       |
| Stephen Lang         | Jack Bennett             | Damu Roland         |
| Alan C. Peterson     | Gilbert                  |                     |
| Hrothgar Mathews     | Manny                    |                     |
| Angela Alvarado Rosa | Lopez                    | Orosz Anna          |
| Robert Prosky        | McKenzie                 | Horkai János        |
| Robert Patrick       | Peter Noah               | Schnell Ádám        |
| Courtney B. Vance    | Willie Jones             | Albert Péter        |
| Sean Patrick Flanery | Conner                   | Várfi Sándor        |
| Dina Meyer           | Mary                     |                     |
| Rance Howard         | Geezer                   |                     |
| Tim Henry            | Weeks                    |                     |